# Burke (village, New York)
Pour les articles homonymes, voir Burke.
Burke est un village situé dans le comté de Franklin, dans l'État de New York, aux États-Unis. En 2010, il comptait une population de 211 habitants, estimée au 1er juillet 2019 à 200 habitants.